# Jacovce
Jacovce jsou obec na Slovensku v okrese Topoľčany. Žije v nich přibližně 1 800 obyvatel.

## Historie
Podle archeologických nálezů kamenných nástrojů bylo území obce osídleno už v neolitu. Další nálezy jsou z období Velkomoravské říše. První písemná zmínka o vesnici pochází z roku 1224. V roce 1225 byla vesnice zmíněna jako Ieche, dále Nag Jech (1390), Welke Jacowicze (1773), Jác (1907) a od roku 1920 jako Jacovce, maďarsky Jác. Vesnice původně patřila rytíři Radošovi, na konci 13. století pak topolčanskému panství. V roce 1753 žilo v obci 32 rodin, v roce 1787 žilo v 39 domech 334 obyvatel. 
V roce 1390 jsou uváděny tři části obce: Velké, Zemanské a Malé Jacovce. Zemanské Jacovce náležely zemanům v roce 1828 zde žilo v 18 domech 128 obyvatel. V polovině 19. století slynula s Velkými Jacovcemi. A v roce 1903 se spojily všechny tři části do jediné obce.
V období 1830–1832 postihla oblast Jacovců epidemie cholery. V roce 1869 žilo v obci 700 obyvatel, v roce 1880 už 827 obyvatel. Hlavní obživou bylo zemědělství. V meziválečném období byly v obci dva mlýny: Schwarzův a dřevěný Cickayů, dále dvě řeznictví a pět hospod s potravinami. V období 1942–1948 byla obec spojená s obcí Tovarníky.

## Přírodní poměry
Obec náleží do geomorfologické subprovincie Podunajská nížina, geomorfologická oblast Podunajská pahorkatina, geomorfologický celek Nitranská pahorkatina, geomorfologický podcelek Bojnianská pahorkatina.
Obec leží uprostřed Nitranské pahorkatiny na středním toku potoka Chotina, pravostranného přítoku Nitry. V obci se do potoka Chotina zprava vlévá potok Slivnica. Odlesněný povrch okolních vrchů má nadmořskou výšku v rozmezí 186–564 m, střed obce je ve výšce 194 m. Nejnižším bodem je místo, kde potok Chotina opouští území obce (204 m). Území je tvořeno mladšími terciérními sedimenty pokryté spraší. Půdním typem je hnědozem.
Celková rozloha území obce je 10,0117 km², z toho v roce 2020 připadalo 87 % na zemědělskou půdu. Využití půdy: 82 % orná půda, 4 % zahrady, 3 % lesy. V roce 2023 připadalo 865,66 ha na zemědělskou půdu, z toho 821,7 ha byla orná půda, 40,42 ha zahrady. Na zastavěnou plochu a nádvoří připadalo 70,13 ha, lesy pokrývaly 32,62 ha a vodní plocha zabírala 17,36 ha.

### Sousední obce
Obec sousedí:
| Prašice, Velušovce |  | Topoľčany |
| Tesáre, Kuzmice    |  |           |
|                    |  | Tovarníky |

## Pamětihodnosti
V obci stojí římskokatolický gotický kostel Navštívení Panny Marie pravděpodobně ze 14. století. Svou podobu získal po ukončení přestavby a slavnostním vysvěcení roku 1680.

## Osobnosti
- Ladislav Jurkemik, bývalý trenér slovenské fotbalové reprezentace
- Ján Klempa, slovenský historik
- Dušan Herda, bývalý slovenský fotbalista
- Peter Herda, bývalý slovenský fotbalista
- Miroslav Šatan, bývalý slovenský hokejista
- Ján Sokol, emeritní arcibiskup arcidiecéze trnavské